# Panic (chanson)
Pour les articles homonymes, voir Panic.
Singles de The Smiths
Bigmouth Strikes Again Ask
Panic est une chanson du groupe The Smiths. Elle a été publiée sur le single du même nom en juillet 1986, sans être apparue sur aucun des albums du groupe. Elle a par la suite été publiée sur des compilations, par exemple The World Won’t Listen ou Louder Than Bombs en 1987.
Panic a atteint la onzième place du palmarès britannique en 1986.
La chanson, composée par Morrissey et Johnny Marr, fut écrite en réaction à un incident survenu en 1986. Un disc jockey de BBC Radio 1, Steve Wright, avait diffusé à l'antenne, juste après un bulletin d'informations rapportant la catastrophe de Tchernobyl, le succès pop de Wham!, I'm Your Man. Dégoûté par ce qu'ils considéraient comme un manque de sensibilité, The Smiths composèrent Panic, et c'est de cet événement que fut inspiré la célèbre ligne suggérant de « pendre le DJ » (« Hang the DJ »), répétée 33 fois durant la chanson de 2 minutes 17 secondes.
Une partie de la chanson est largement inspirée par Metal Guru de T. Rex (écrite par Marc Bolan) mais la pièce est créditée à Morrissey et Marr uniquement.
La chanson figure sur la bande originale du film Shaun of the Dead, sorti en 2004. On peut aussi l'entendre dans Roller Bobby, un sketch de l'émission Jackass dans lequel Chris Pontius circule en skateboard dans les rues de Londres (les paroles de Panic débutent par les mots « Panic on the streets of London »). La chanson est également le titre d'un des épisodes de la série Black Mirror (saison 4 épisode 4) et on peut l'entendre dans la dernière scène. 

## Liste des morceaux
Single Panic (1986)
- 7"

1. Panic
2. Vicar in a Tutu

- 12" et CD

1. Panic
2. Vicar in a Tutu
3. The Draize Train (Marr)